# Il mio XX secolo
Il mio XX secolo (Az én XX. századom) è un film del 1989 diretto da Ildikó Enyedi, vincitore della Caméra d'or per la miglior opera prima al 42º Festival di Cannes.

## Riconoscimenti
- 1989 - Festival di Cannes
  - Caméra d'or